# Daphniphyllum paxianum
Daphniphyllum paxianum är en tvåhjärtbladig växtart som beskrevs av K. Rosenthal. Daphniphyllum paxianum ingår i släktet Daphniphyllum och familjen Daphniphyllaceae. Inga underarter finns listade i Catalogue of Life.